# Халиков, Радим Абдулхаликович
Радим Абдулхаликович Халиков (8 декабря 1970 года, с. Орта-Стал, Сулейман-Стальский район, Дагестанская АССР — 15 декабря 2003 года, с. Шаури, Цунтинский район, Дагестан) — капитан, начальник 3-й пограничной заставы «Мокок» Хунзахского пограничного отряда Северо-Кавказского регионального пограничного управления Федеральной пограничной службы ФСБ России, Герой Российской Федерации.

## Биография
Родился 8 декабря 1970 года в многодетной семье. Учился в школе-интернате в Астрахани и в Астраханском сельскохозяйственном техникуме, который окончил в июне 1990 года.
В декабре 1990 года был призван в ряды Вооружённых Сил СССР. Службу проходил в танковых частях Забайкальского военного округа. Уволен в запас в сентябре 1992 года в звании старшего сержанта.
В феврале 1994 года подписал контракт и поступил на службу в пограничные войска. Служил в учебном центре Кавказского особого пограничного округа командиром отделения. После окончания в августе 1996 года курсов ускоренной подготовки офицерского состава при Михайловской артиллерийской академии произведён в младшие лейтенанты и направлен в Хунзахский пограничный отряд командиром взвода управления миномётной батареи.
С 1997 по 1999 года проходил службу заместителем начальника пограничной заставы «Бежта» по воспитательной работе. В 1997 году произведён в лейтенанты и назначен заместителем начальника 5-й пограничной заставы. В августе 1998 года назначен заместителем начальника 7-й (Ботлихской) пограничной заставы по воспитательной работе. В 1999 году произведён в старшие лейтенанты.
С 1999 по 2002 год обучался на заочном отделении Московского пограничного института ФСБ России по специальности «юриспруденция». В 2001 году за успехи в службе получил внеочередное звание капитана. В сентябре 2002 года назначен начальником 3-й пограничной заставы «Мокок».
15 декабря 2003 года, после получения от местных жителей информации о подозрительных людях, возглавил поисковую группу из 8 подчинённых и выехал на поиск незнакомцев. Недалеко от села Шаури автомобиль с тревожной группой попал в засаду боевиков из отряда полевого командира Руслана Гелаева. В завязавшемся бою погибли все 9 пограничников. Боевики добили Халикова ножами, а затем отрезали ему голову. Один из убийц, гражданин ФРГ Абу-Ясин, ликвидирован группой спецназа спустя несколько дней после гибели Халикова.
Указом Президента Российской Федерации от 22 января 2004 года, «за мужество и героизм, проявленные при выполнении воинского долга в Северо-Кавказском регионе», капитану Халикову Радиму Абдулхаликовичу присвоено звание Героя Российской Федерации (посмертно). Члены тревожной группы Халикова посмертно награждены орденами Мужества.

## Память
Именем Радима Халикова названы:
- улица в селе Касумкент,
- улица и школа в селе Орта-Стал.

В селе Орта-Стал установлен бронзовый бюст Героя. В Сулейман-Стальском районе ежегодно проводится волейбольный турнир памяти Героя России Радима Халикова. В Ортастальской общеобразовательной школе в ноябре 2016 года открыт музей, посвящённый Р. А. Халикову.

## Группа Халикова
Имена пограничников, погибших 15 декабря 2003 года в боестолкновении с бандформированием:
1. капитан Халиков Радим Абдулхаликович,
2. ефрейтор Филиппов Вячеслав Александрович,
3. рядовой Гладких Евгений Владимирович,
4. рядовой Гусейнов Магомед Шамсутдинович,
5. рядовой Кургеев Леонид Владимирович,
6. рядовой Панкратов Сергей Владимирович,
7. рядовой Рябов Юрий Анатольевич,
8. рядовой Саломатин Роман Сергеевич,
9. рядовой Сидоров Роман Сергеевич.